# Порог (Великоустюгский район)
Порог — деревня в Великоустюгском округе Вологодской области.
Входила в состав упразднённого Опокского сельского поселения, с точки зрения административно-территориального деления — в Опокский сельсовет.
Расположена к северу от автодороги А123, на берегу реки Сухоны, рядом с порогом Опоки. Расстояние по автодороге до окружного центра Великого Устюга — 60 км, до территориального отдела в Полдарсе — 5 км. Ближайшие населённые пункты — посёлок Прилуки, деревня Прилуки, Братское, Красная Гора.
Деревня упоминается в XVII веке: «Стреленская волость, д. Дьякова, а Порог то ж на р. Сухоне и на Дьякове враге» (ПК Уст 1624, л. 222). В XVII—XVIII веках название Дьяково, произошедшее от имени основателя Дьяка или по профессии владельца, вышло из обращения, и в XIX веке упоминается уже «д. казённая Порог, 10 дворов».
Через деревню можно добраться на фонтанирующий источник Опоки.
По переписи 2002 года население — 14 человек, численность фактически проживающего населения на 2023 год — 0 человек.

## Фотогалерея

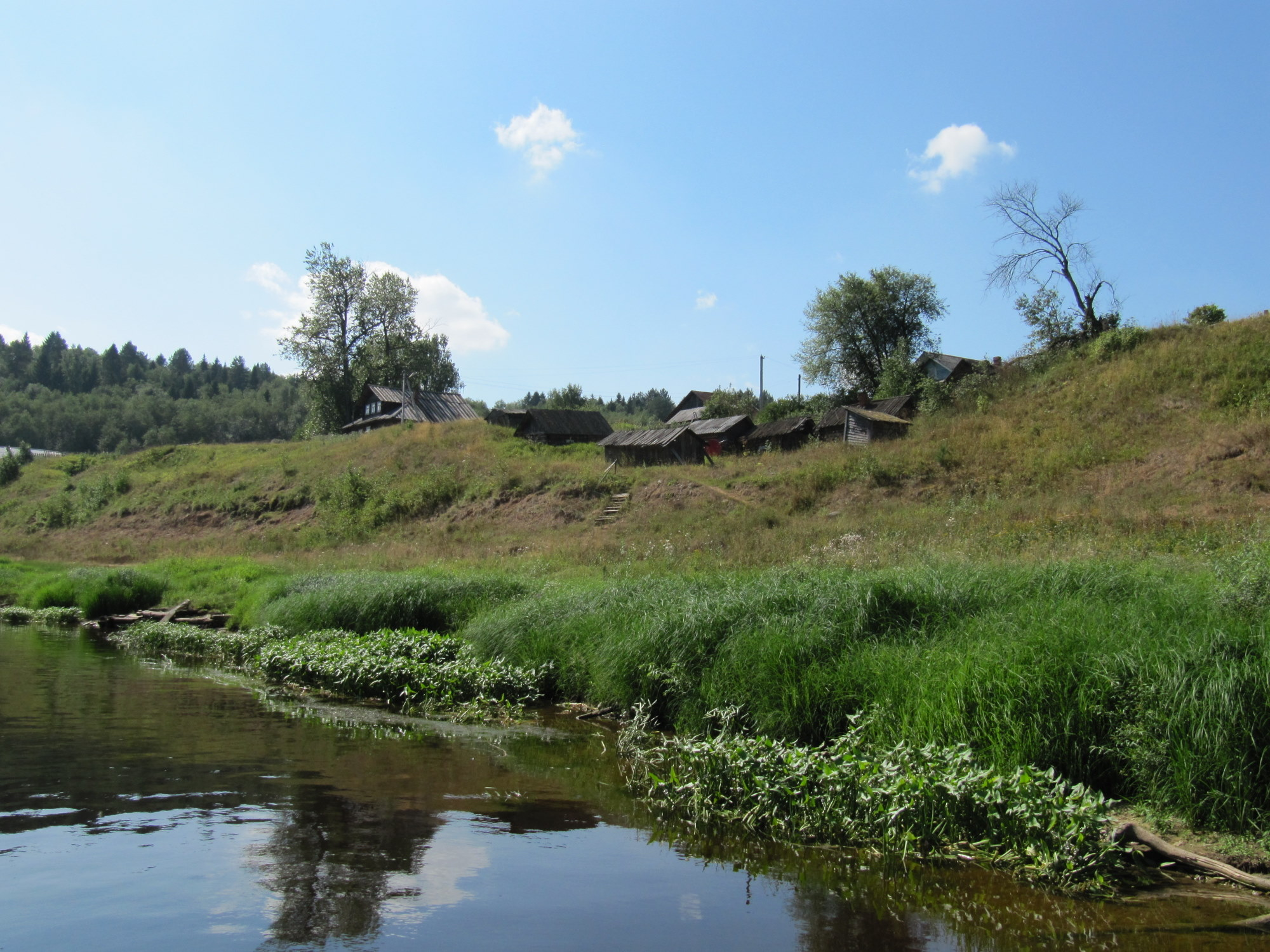
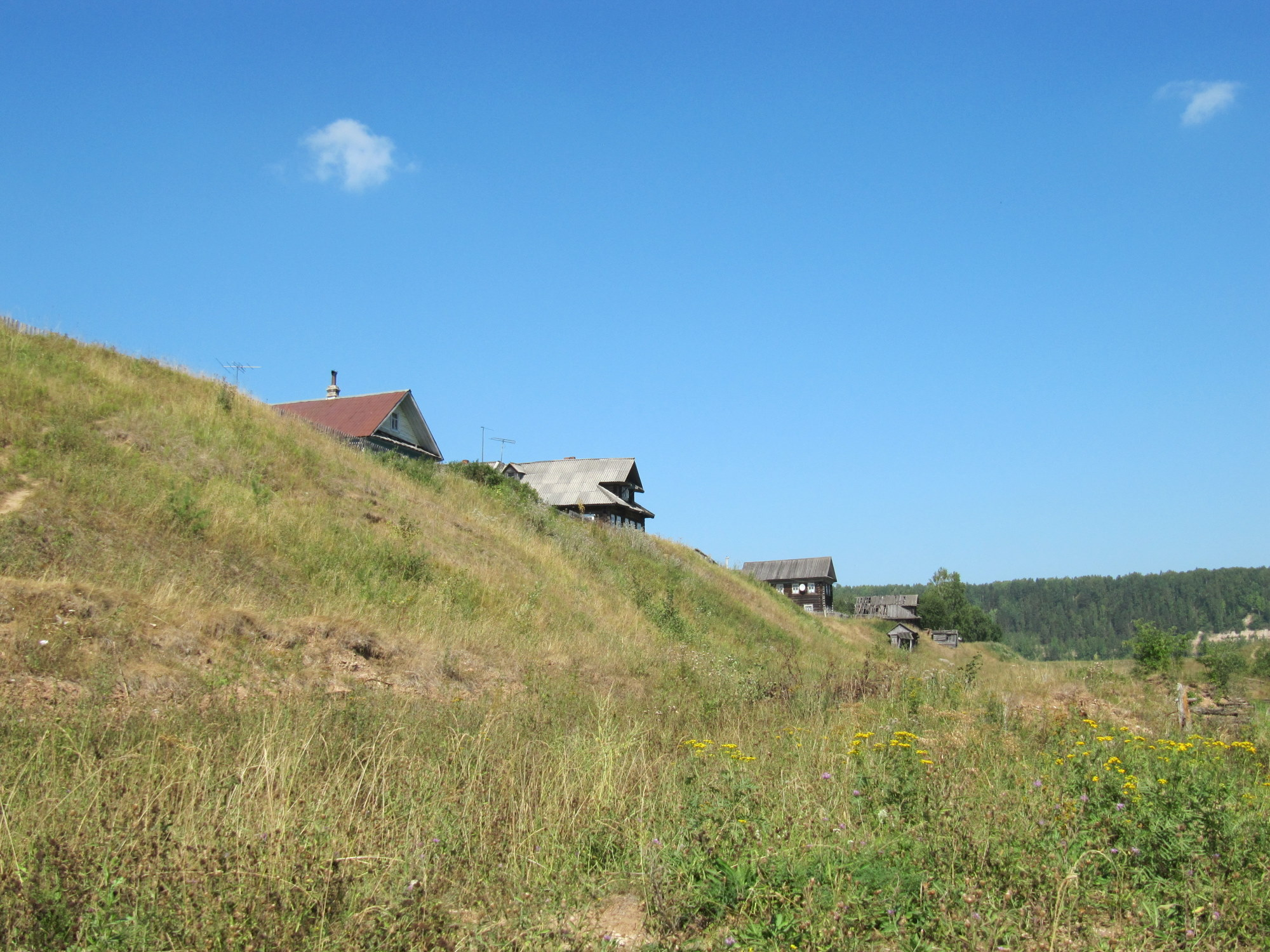